# Willem Mengelberg
Joseph Willem Mengelberg (Utrecht, 28 de març de 1871 - 21 de març de 1951) va ser un director d'orquestra neerlandès.

## Biografia
Mengelberg era el quart de 15 fills de pares d'origen alemany. Va estudiar al Conservatori de Colònia, on va seguir cursos de piano i composició. Va ser designat Director General de Música de la ciutat de Lucerna a l'edat de 21 anys. on va ser director d'una orquestra i cor, va dirigir una escola de música, va impartir classes de piano i va dedicar-se a la composició.
És molt reconegut pel seu treball com a director principal de l'Orquestra del Concertgebouw d'Amsterdam entre 1895 i 1945. A més, va iniciar la llarga tradició d'interpretació de l'obra de Gustav Mahler per part del Concertgebouw. L'any 1902 va conèixer Mahler i es van fer amics. Mengelberg va ser decisiu en la introducció de l'obra de Mahler als Països Baixos, i el compositor austríac va visitar sovint el país per donar a conèixer la seua música al públic neerlandès.
Tot i això, la importància de Mengelberg com a director no és deguda només a les seues interpretacions de Mahler. Per exemple, també fou un excel·lent intèrpret de l'obra de Richard Strauss. Strauss va dedicar-li a ell i a la seua orquestra el poema simfònic Ein Heldenleben ('Una vida d'heroi'), que Mengelberg arribà a enregistrar per al disc.
A Mengelberg se li va criticar que durant el seu període al front de l'Orquestra del Concertgebouw no va prestar prou atenció a la música neerlandesa. El compositor neerlandès Willem Pijper va manifestar que Mengelberg no es va preocupar de promocionar els compositors del país, especialment a partir de 1920.

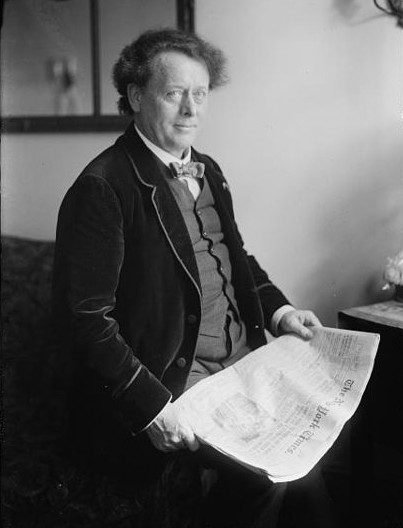
Mengelberg amb el The New York Times

Mengelberg va ser director musical de l'Orquestra Filharmònica de Nova York entre 1922 i 1928. A partir del gener de 1926 va haver de compartir el podi amb Arturo Toscanini. El biògraf de Toscanini Harvey Sachs ha documentat que Mengelberg i Toscanini van tenir enfrontaments artístics i fins i tot sobre les tècniques d'assaig, el que va provocar el sorgiment de divisions entre els músics que al final van acabar amb la sortida de Mengelberg. No obstant això, Mengelberg va tenir ocasió de deixar una sèrie d'enregistraments amb la Filharmònica, amb els segells Victor Talking Machine Company i Brunswick Records, incloent-hi un enregistrament elèctric d'Ein Heldenleben de l'any 1928, que posteriorment va ser editat en Lp i CD. Un dels seus primers enregistraments elèctrics, per a Victor, va ser un conjunt de dos discos dedicats a A Victory Ball d'Ernest Schelling.
La faceta més controvertida de la biografia de Mengelberg se centra al voltant de les seues accions i el seu capteniment durant l'ocupació nazi dels Països Baixos entre 1940 i 1945. Alguns articles periodístics de l'època donen la impressió que va acceptar les restriccions ideològiques que els nazis van imposar sobre alguns compositors. Les explicacions a aquesta conducta han anat des d'una suposada "ingenuïtat política" a l'acceptació cega a tot allò alemany, atesos els seus propis orígens. Arran de la seua col·laboració amb el règim d'ocupació dels Països Baixos durant la Segona Guerra Mundial li va ser prohibida la direcció orquestral pel govern posterior a l'alliberament, l'any 1945. Se li van retirar els honors i el passaport. La pena inicial consistia a ser apartat de la direcció orquestral als Països Baixos la resta de la seua vida. No obstant això, les apel·lacions dels seus advocats van aconseguir una reducció temporal fins a sis anys, que s'aplicaria retroactivament des de 1945. Malgrat tot, va continuar rebent una pensió de l'orquestra fins a l'any 1949, quan li va ser retirada per l'Ajuntament d'Amsterdam. Mengelberg es va exiliar a Zuort, Sent, Suïssa, on va romandre fins a la seua mort l'any 1951, tot just dos mesos abans de l'expiració de l'ordre d'exili.
A banda de la dedicatòria de Ein Heldenleben per part de Richard Strauss, Serguei Rakhmàninov li va dedicar Les campanes i Zoltán Kodály les Variacions del Paó. Entre les obres del segle xx que va estrenar, cal esmentar el Concert per a violí núm. 2 de Béla Bartók (1939) i el Concert per a violí de Paul Hindemith (1940)
Willem Mengelberg era oncle del musicòleg i compositor Rudolf Mengelberg i del director d'orquestra, compositor i crític Karel Mengelberg, qui al seu torn va ser pare del destacat compositor i pianista improvisador Misha Mengelberg.

## Enregistraments
A més dels seus celebrats enregistraments de Ein Heldenleben de Richard Strauss, Mengelberg va deixar valuosos discos amb simfonies de Beethoven i Brahms, per no esmentar una controvertida però fascinant lectura de la Passió segons sant Mateu de Bach.
Les seues versions més personals es caracteritzen per una tremenda expressivitat i llibertat de tempo, potser més cridanera en el seu enregistrament de la Simfonia núm. 4 de Mahler, però també evident en l'adés esmentada Passió segons sant Mateu i en altres enregistraments. Aquestes qualitats, compartides (però potser no en la mateixa mesura) per només un grapat de directors de l'era de l'enregistrament fonogràfic, com ara Wilhelm Furtwängler i Leonard Bernstein, fan que la seua obra siga controvertida entre els melòmans; enregistraments que n'hi ha qui troba inescoltables, n'hi ha qui els troba genials.
Moltes de les seues versions registrades, incloent-hi alguns concerts en viu a Amsterdam durant la Segona Guerra Mundial, han sortit en LP i CD. Tot i que era conegut pels seus enregistraments del repertori alemany, Capitol Records va publicar una punyent versió, gairebé en alta fidelitat, de la Simfonia en re menor de César Franck, enregistrada en la dècada del 1940 amb l'Orquestra del Concertgebouw.
Degut a la prohibició de sis anys d'inactivitat que li va imposar el govern neerlandès, Mengelberg no va fer més enregistraments a partir de 1945. Alguns dels seus concerts d'Amsterdam van ser enregistrats amb el llavors nou sistema alemany del magnetòfon, el que fa que tinguen un so en una sorprenent alta fidelitat per a l'època.
Han sobreviscut algunes pel·lícules de Mengelberg dirigint l'Orquestra del Orchestra a Amsterdam. Entre elles hi ha una interpretació de l'any 1931 de l'obertura d'Oberon de Carl Maria von Weber i una altra de l'any 1939 de la Passió segons sant Mateu de Bach.